# Sixt-Fer-à-Cheval
Sixt-Fer-à-Cheval is een gemeente in het Franse departement Haute-Savoie (regio Auvergne-Rhône-Alpes). De plaats maakt deel uit van het arrondissement Bonneville. Sixt-Fer-à-Cheval telde op 1 januari 2022 728 inwoners.
In 1979 werd de naam van de gemeente gewijzigd van Sixt naar Sixt-Fer-à-Cheval, vermoedelijk vanuit marketingoogpunt.

## Geografie
De gemeente ligt in het Giffremassief, tussen het submassief van Sixt in het noorden, het submassief van Faucigny in het zuidwesten en het submassief van de Haut-Giffre in het oosten. De gemeente is bekend voor de Cirque du Fer-à-Cheval, een keteldal of cirque een zestal kilometer ten oosten van het dorp.
De oppervlakte van Sixt-Fer-à-Cheval bedroeg op 1 januari 2022 119,07 vierkante kilometer; de bevolkingsdichtheid was toen 6,1 inwoners per km².

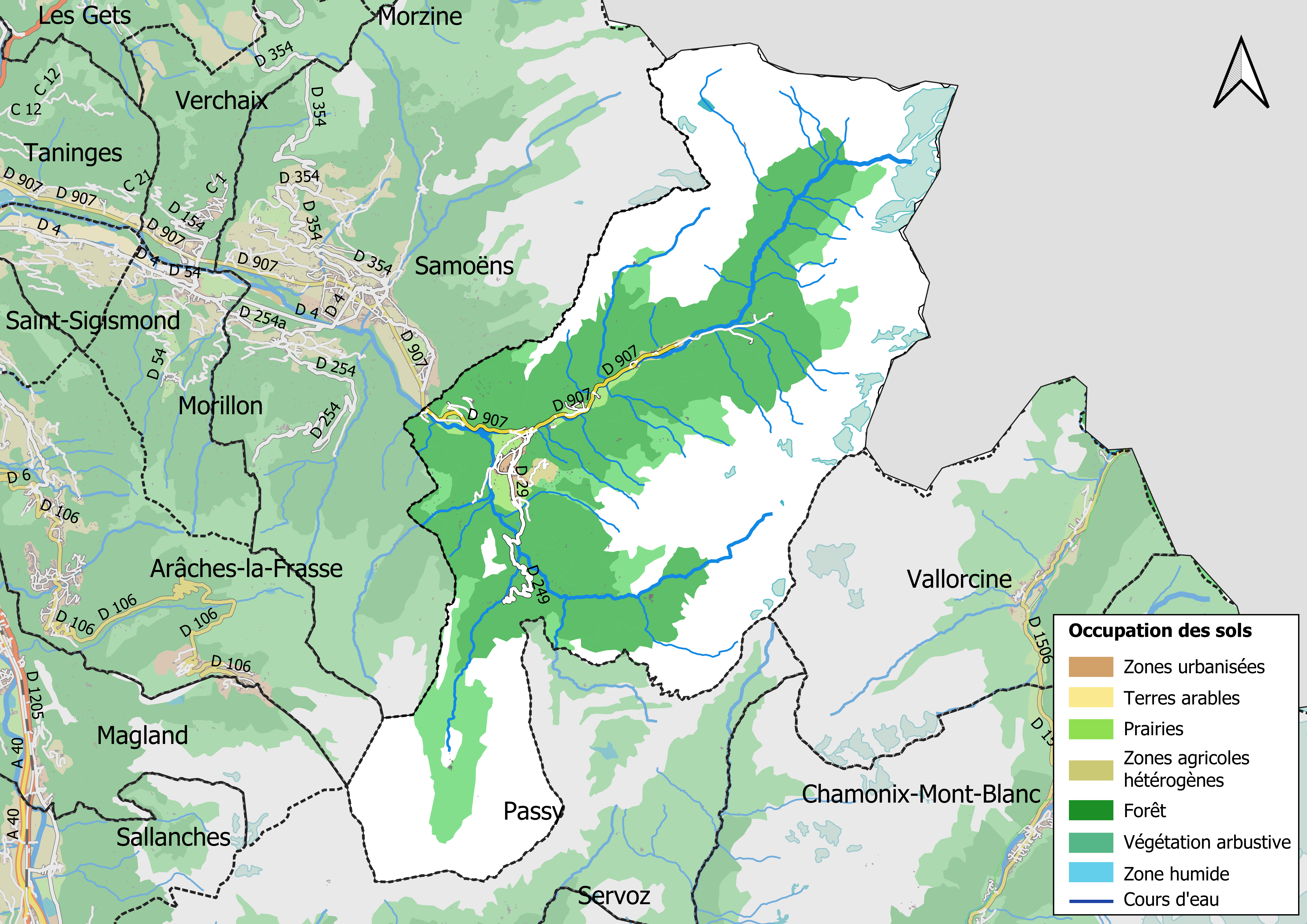
Kaart van de gemeente met de belangrijkste infrastructuur, bodemgebruik en omliggende gemeenten

## Demografie
Onderstaande figuur toont het verloop van het inwonertal (bron: INSEE-tellingen).